# Shetan
Shetan (kinesiska: 社坛) är en köping i sydvästra Kina. Den ligger i Fengdu härad i storstadsområdet Chongqing,  omkring 110 kilometer nordost om det centrala stadsdistriktet Yuzhong. Antalet invånare är 33 452. Befolkningen består av 16 598 kvinnor och 16 854 män. Barn under 15 år utgör 22,0 %, vuxna 15-64 år 62 %, och äldre över 65 år 14,0 %.